# Eugeniusz de Beauharnais
Eugeniusz (Eugène Rose) de Beauharnais, wicehrabia (ur. 3 września 1781 w Paryżu, zm. 21 lutego 1824 w Monachium) – generał francuski w czasie wojen napoleońskich.

## Życiorys

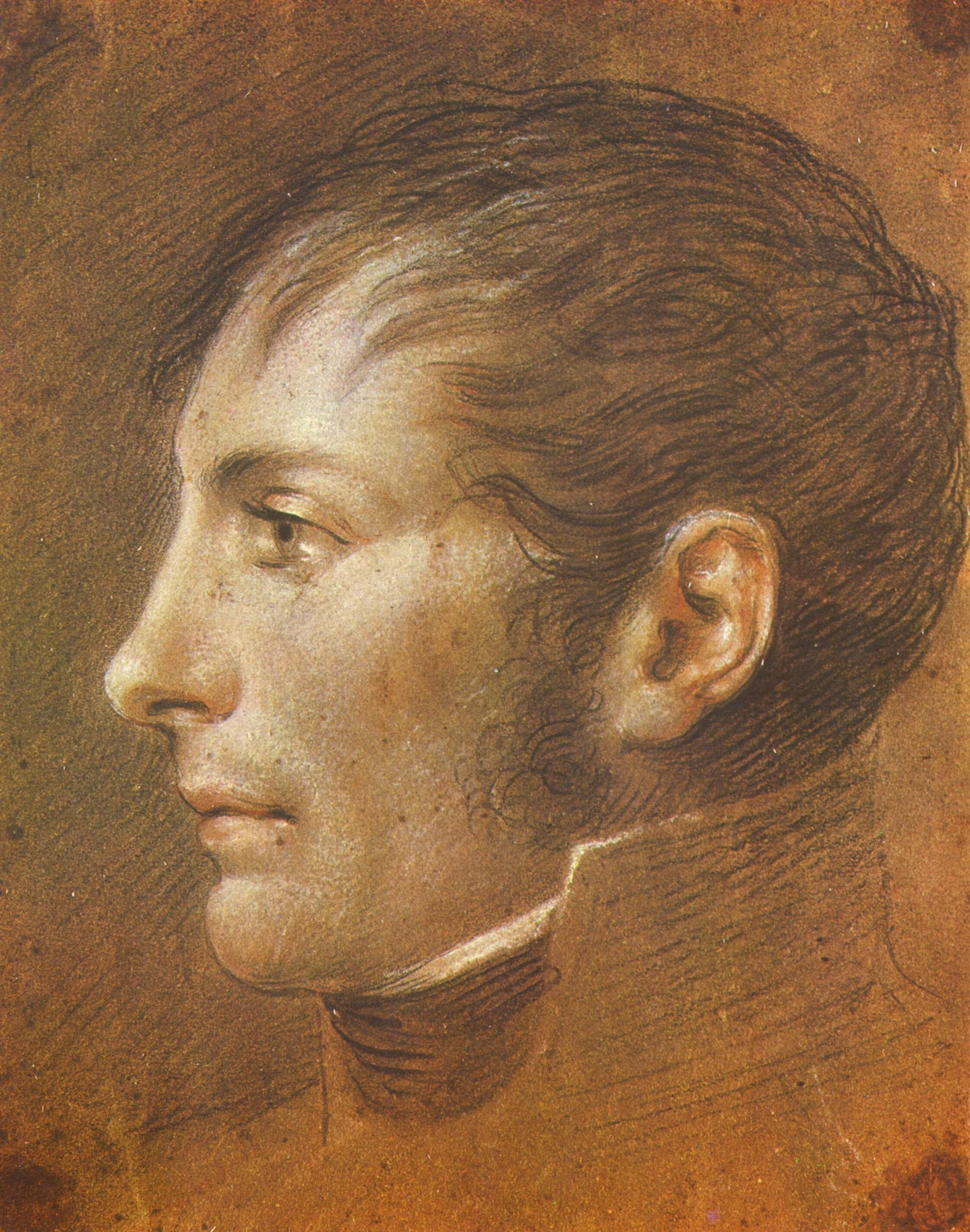
Eugeniusz de Beauharnais

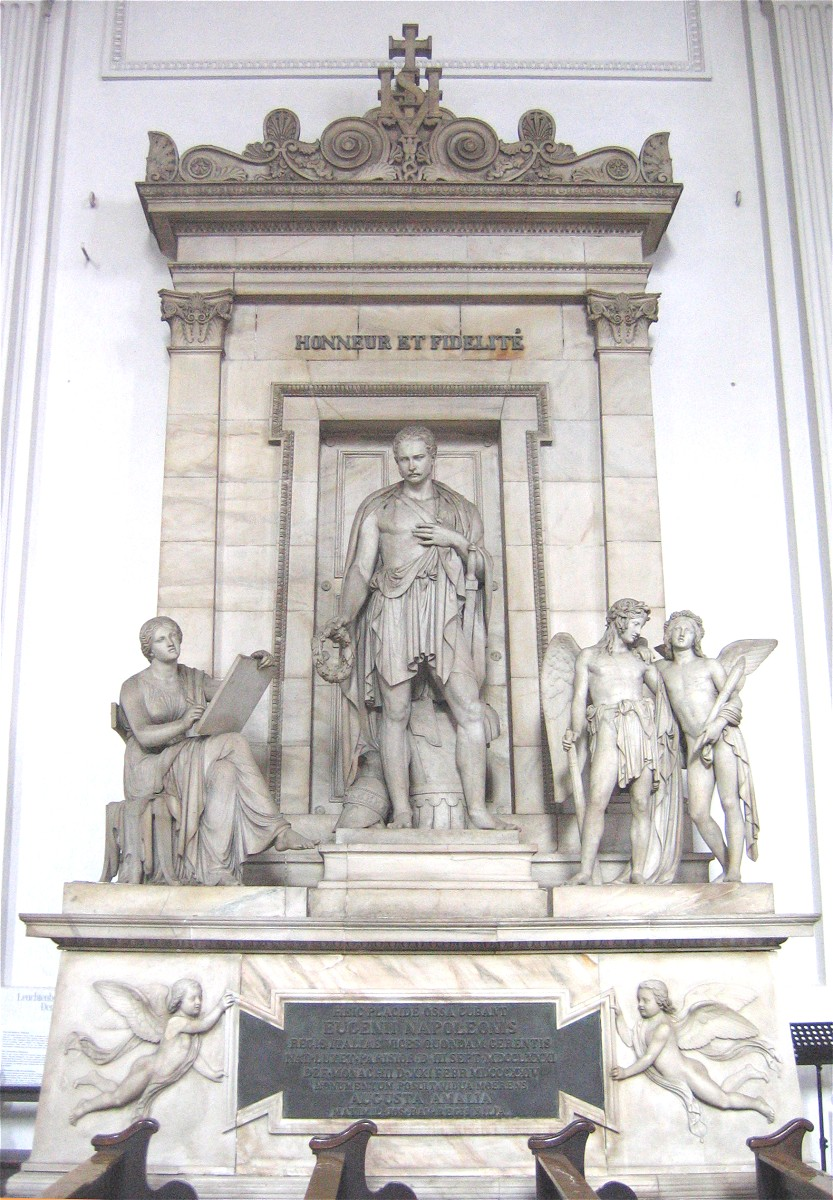
Nagrobek Eugeniusza de Beauharnais w kościele św. Michała w Monachium

Był synem zgilotynowanego w 1794, w czasie terroru jakobinów, Aleksandra de Beauharnais i Józefiny z domu Tascher de La Pagerie, później znanej jako cesarzowa Józefina, która w 1796 wyszła za generała Napoleona Bonapartego. Napoleon adoptował jedynie pasierba Eugeniusza, do adopcji jego siostry Hortensji nie doszło.
Wzrastał najpierw bez matki, która przebywała z Hortensją w posiadłościach rodziny na Martynice. Zajmował się nim ojciec, oficer rewolucyjnej armii francuskiej – Eugeniusz mieszkał u niego na kwaterze w Wissembourgu i uczęszczał do szkoły w Strasburgu.
W 1795 Józefina oddała oboje dzieci do szkoły w Saint-Germain-en-Laye. Po jej ślubie z Napoleonem generał wziął chłopca do siebie jako swego adiutanta. Eugeniusz brał udział w kampanii egipskiej (1799) i odznaczył się w bitwie pod Abukirem i później w bitwie pod Marengo.
Po proklamacji cesarskiej Napoleona (1804) Eugeniusz otrzymał godność księcia francuskiego (Prince français) z tytułem „Cesarskiej Wysokości”, krzyż Wielkiego Oficera Legii Honorowej i stopień generała brygady. Nie był uprawniony do dziedziczenia tronu francuskiego, ale Napoleon przewidywał dla niego sukcesję w Królestwie Italii.
Dalsze godności posypały się w szybkim tempie: 1805 – Eugeniusz został wicekrólem Italii, 1806 – otrzymał tytuł księcia Wenecji. Po narodzinach późniejszego Napoleona II, którego tytułowano królem Rzymu, Eugeniusz, odwołany ze stanowiska wicekróla, otrzymał godność wielkiego księcia Frankfurtu, ale władzy tam nigdy nie objął, gdyż ówczesny władca, były elektor Moguncji, Karl Teodor von Dalberg, przekazał mu tron dopiero w 1813, gdy zbliżał się już upadek Napoleona.
W czasie dalszych wojen napoleońskich Beauharnais dowodził IV korpusem włoskim i walczył w bitwach pod Aspern, Borodino i w 1813 pod Lipskiem. Później bronił Włoch przed Austriakami, dowodząc Korpusem Obserwacyjnym Italii w latach 1813–1814.
W 1806 Eugeniusz poślubił Augustę Amalię (1788–1851), córkę króla Bawarii Maksymiliana I Wittelsbacha i Augusty Wilhelminy von Hessen-Darmstadt. Miał z Augusta Amelią siedmioro dzieci – pięć córek i dwóch synów:
- córka Józefina została królową Szwecji jako żona Oskara I
- córka Amelia Augusta cesarzową Brazylii, poślubiwszy cesarza Pedra I
- córka Eugenia została księżną Hohenzollern-Hechingen, poślubiwszy księcia Konstantyna
- syn Karol August był o krok od założenia dynastii Beuharnais w Portugalii, gdy ożenił się z królową Marią II da Gloria, ale zmarł nagle w dwa miesiące po przybyciu do jej kraju
- syn Maksymilian osiadł w Rosji i ożenił się z wielką księżną Marią Nikołajewną, córką cara Mikołaja I, otrzymując od teścia tytuł „książę Romanowski, Cesarska Wysokość” i zakładając dynastię, która odegrała w dziejach Rosji ważną rolę do chwili upadku caratu w 1917

Sam Eugeniusz otrzymał od teścia tytuł księcia (Herzog) Leuchtenbergu i Eichstätt. Po 1815 nie zajmował się – na żądanie teścia – sprawami francuskimi i poświęcił się życiu rodzinnemu i administracji swych dóbr. Z jego potomków linia nosząca tytuł książę Romanowski wygasła po mieczu w 1974 ze śmiercią księcia Sergiusza Romanowskiego, który zmarł bezdzietnie na wygnaniu w Rzymie. Inni potomkowie wrócili pod koniec XIX wieku do nazwiska Beauharnais i Leuchtenberg: Mikołaj Maksymilianowicz Romanowski (1843–1891), wnuk Eugeniusza, miał dwóch naturalnych synów z mężatką, Nadieżdą Akinfow z domu Annenkow. Po uzyskaniu przez nią rozwodu poślubił ją w 1879, po czym car Aleksander III nadał jej oraz synom: Mikołajowi (1868–1928) i Jerzemu (1872–1929) rosyjski tytuł hrabiów Beauharnais. Car Mikołaj II podniósł ich w 1890 do rangi książąt Imperium Rosyjskiego z nazwiskiem Leuchtenberg i tytulaturą „Jaśnie Oświeconych”. Linia ta przetrwała do dzisiaj.
Eugeniusz de Beauharnais zmarł nagle na apopleksję w wieku 43 lat i został pochowany w kościele św. Michała w Monachium. Wzniesiono mu tam pomnik dłuta Thorvaldsena.